# 機場北駅 (深圳市)
機場北駅（きじょうきたえき）は、中華人民共和国深圳市宝安区に位置する深圳地下鉄11号線の駅。

## 駅構造

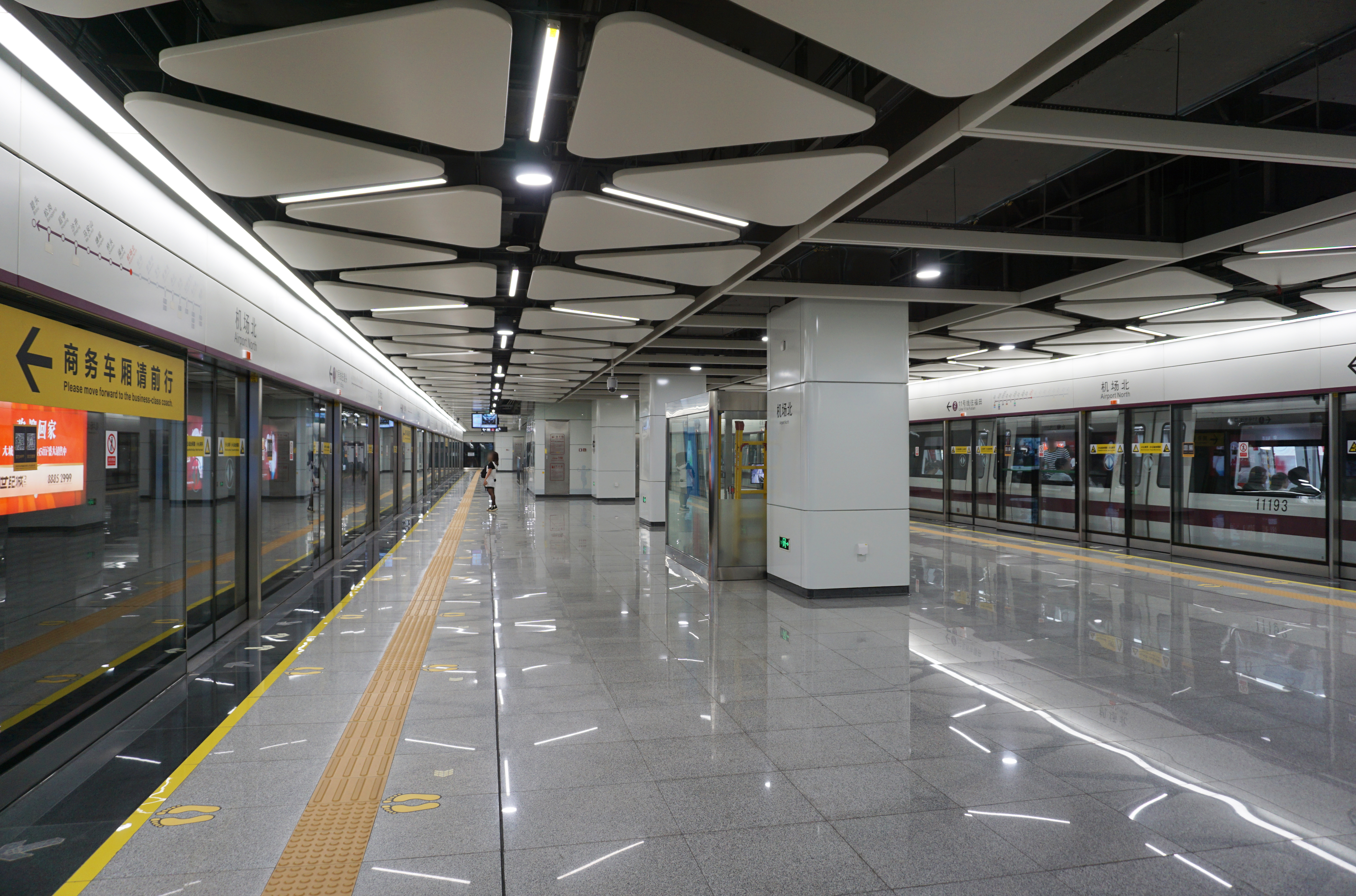
ホーム

島式ホーム1面2線の地下駅
| F1 |                  | 出入口          |
| B1 | コンコース       |                 |
| B2 | ←                | 11号線 碧頭方面 |
| B2 | 島式ホーム       |                 |
| B2 | 11号線 福田方面→ |                 |